# Ingwierrum
Ingwierrum (niederländisch Engwierum) ist ein Dorf in der Gemeinde Noardeast-Fryslân in der niederländischen Provinz Friesland. Es befindet sich östlich von Dokkum und hat 530 Einwohner (Stand: 1. Januar 2024). Es grenzt an den Nationalpark Lauwersmeer.
Der niederländische Ortsname Engwierum stammt wahrscheinlich von Edingawerum ab. Damit wurden die Warften bezeichnet, auf denen die Edinga, eine Familie, wohnte.

## Bildergalerie

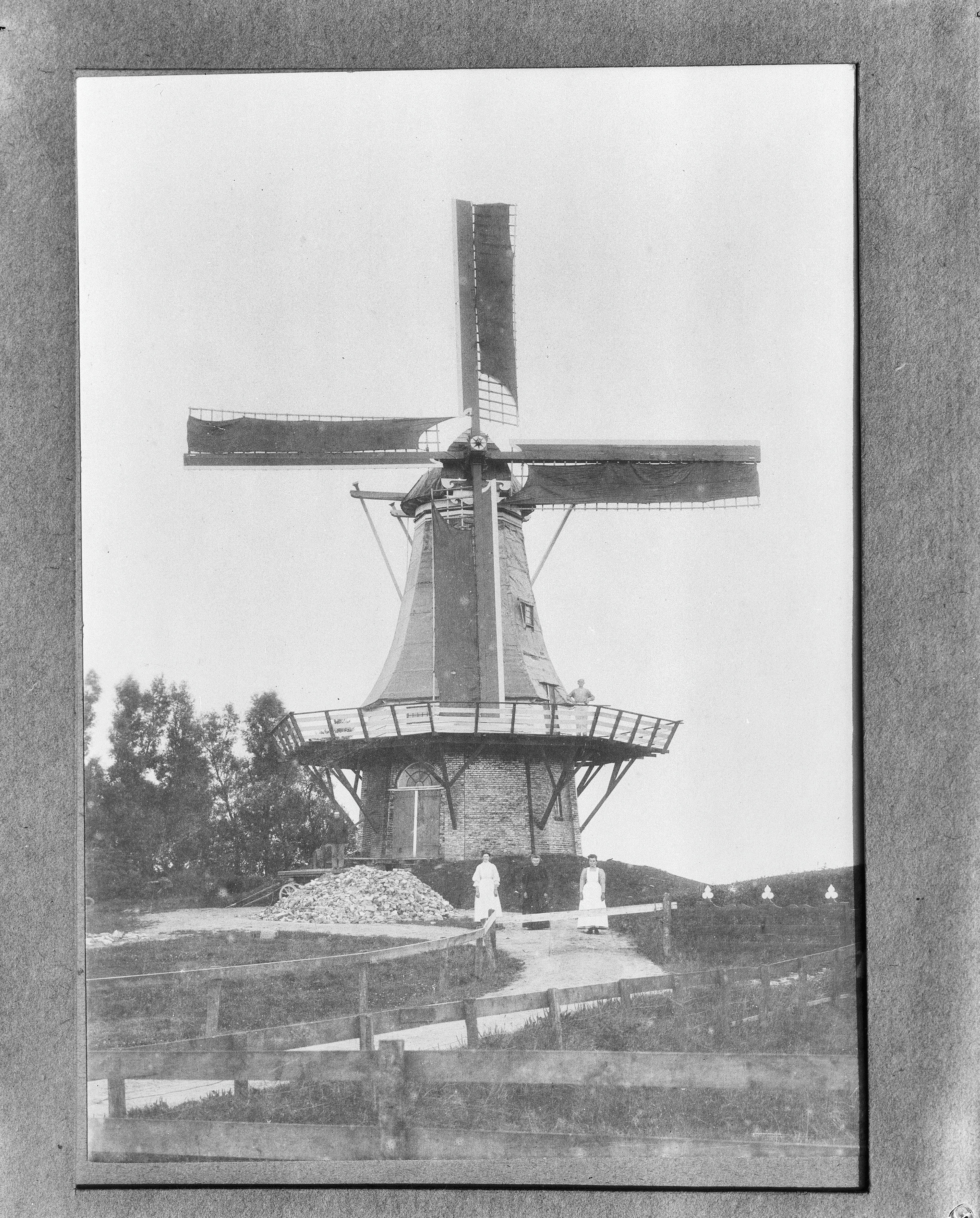
Windmühle (um 1913)
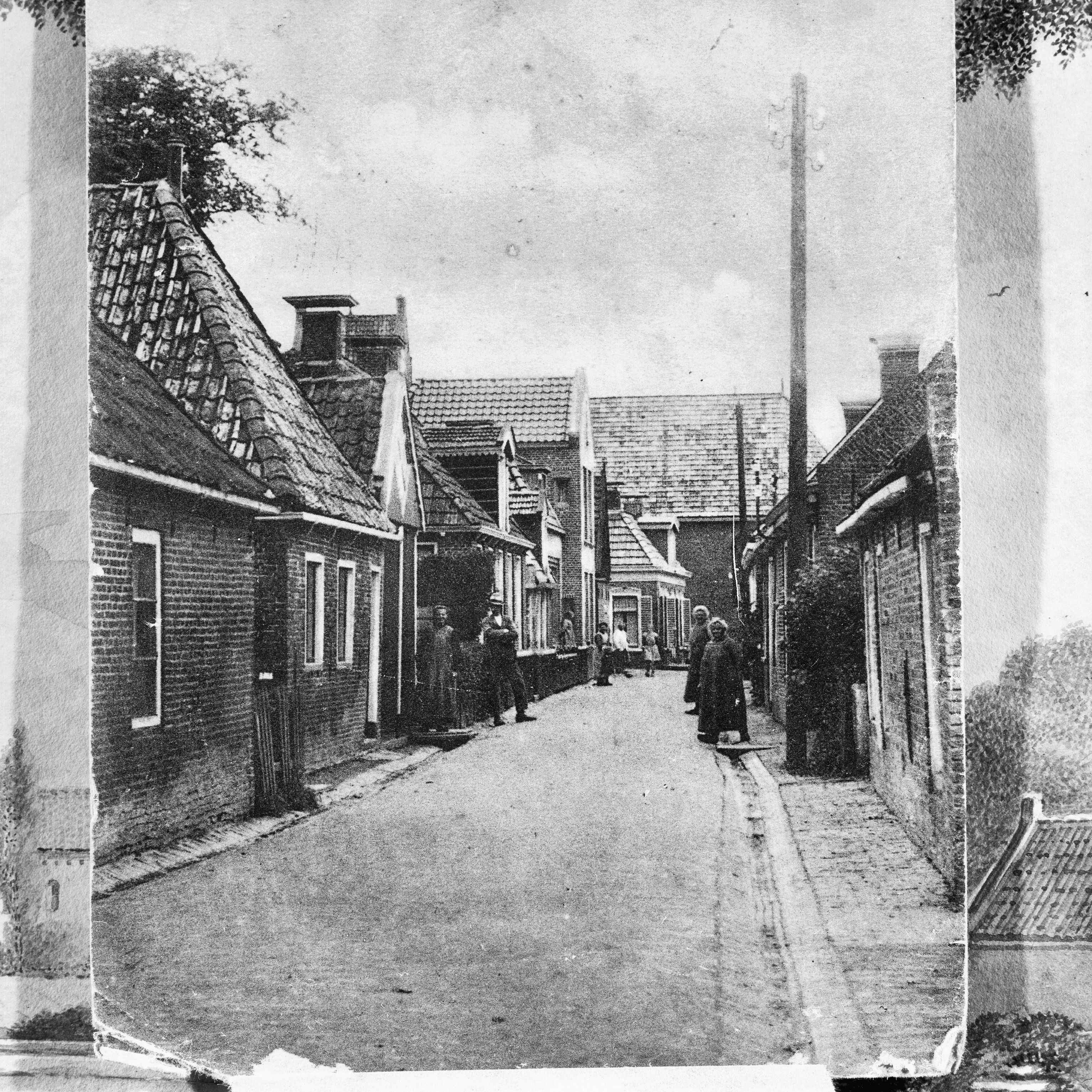
Ingwierrum (um 1920)
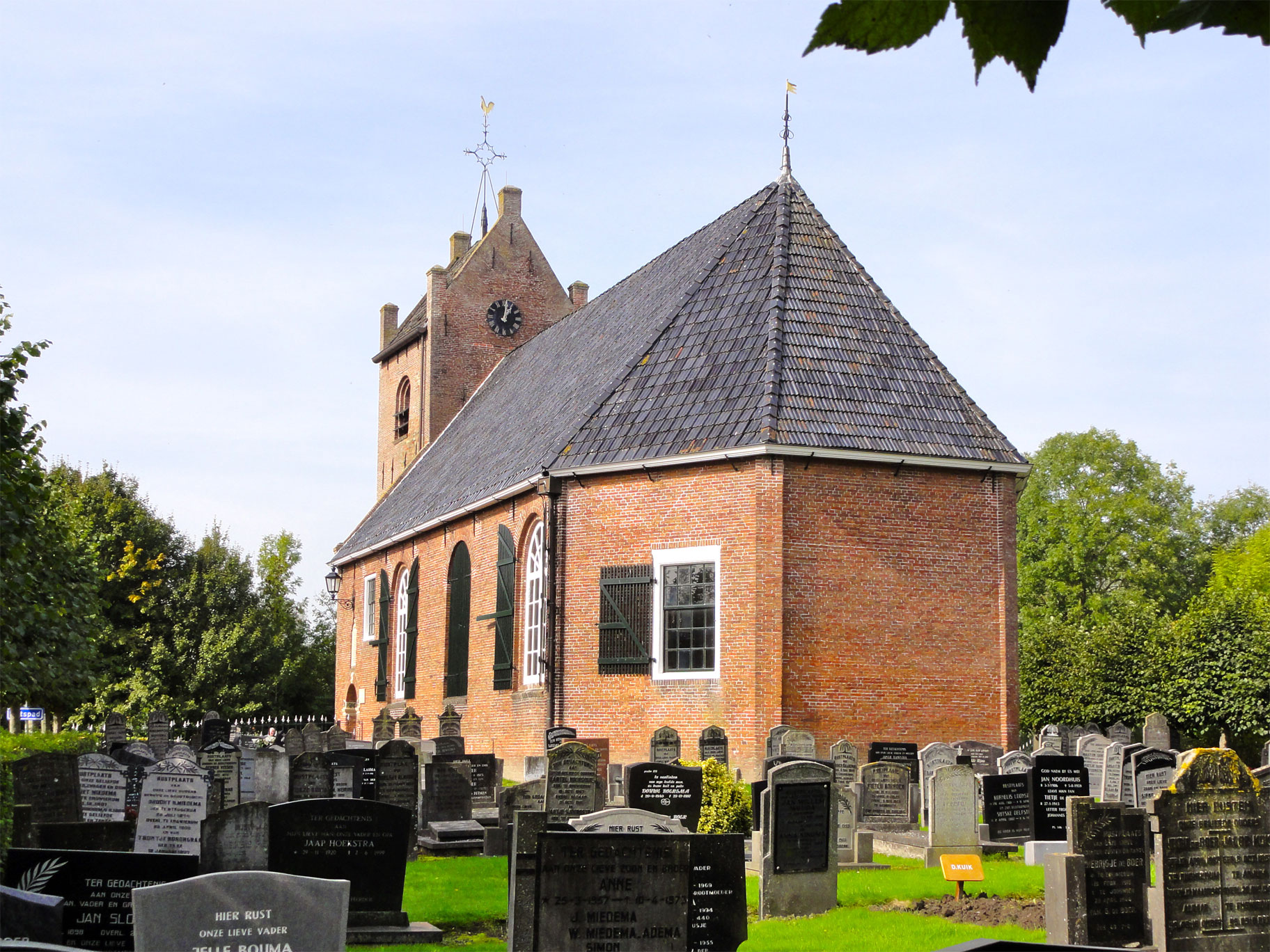
Kirche (2010)
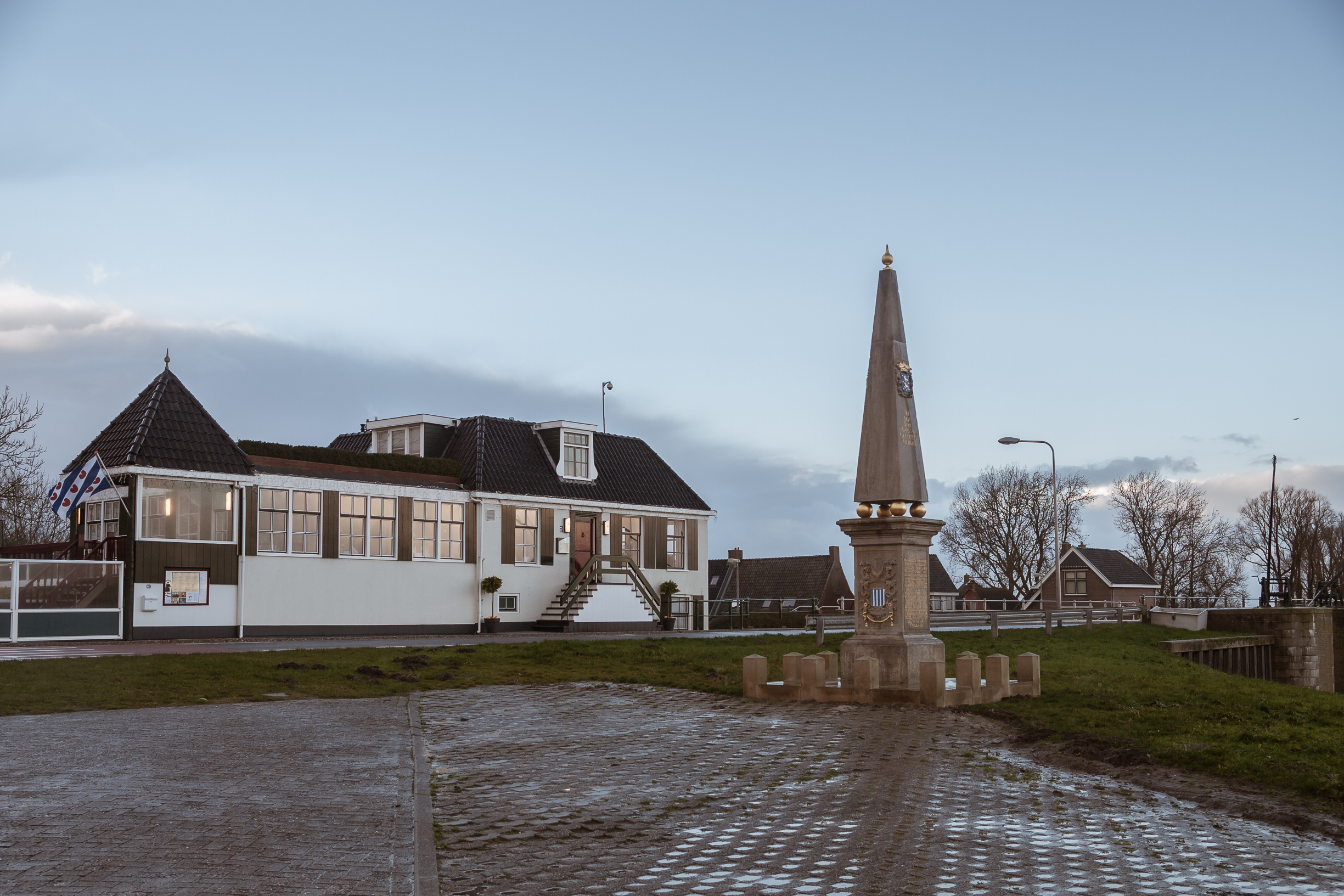
Denkmal (2013)
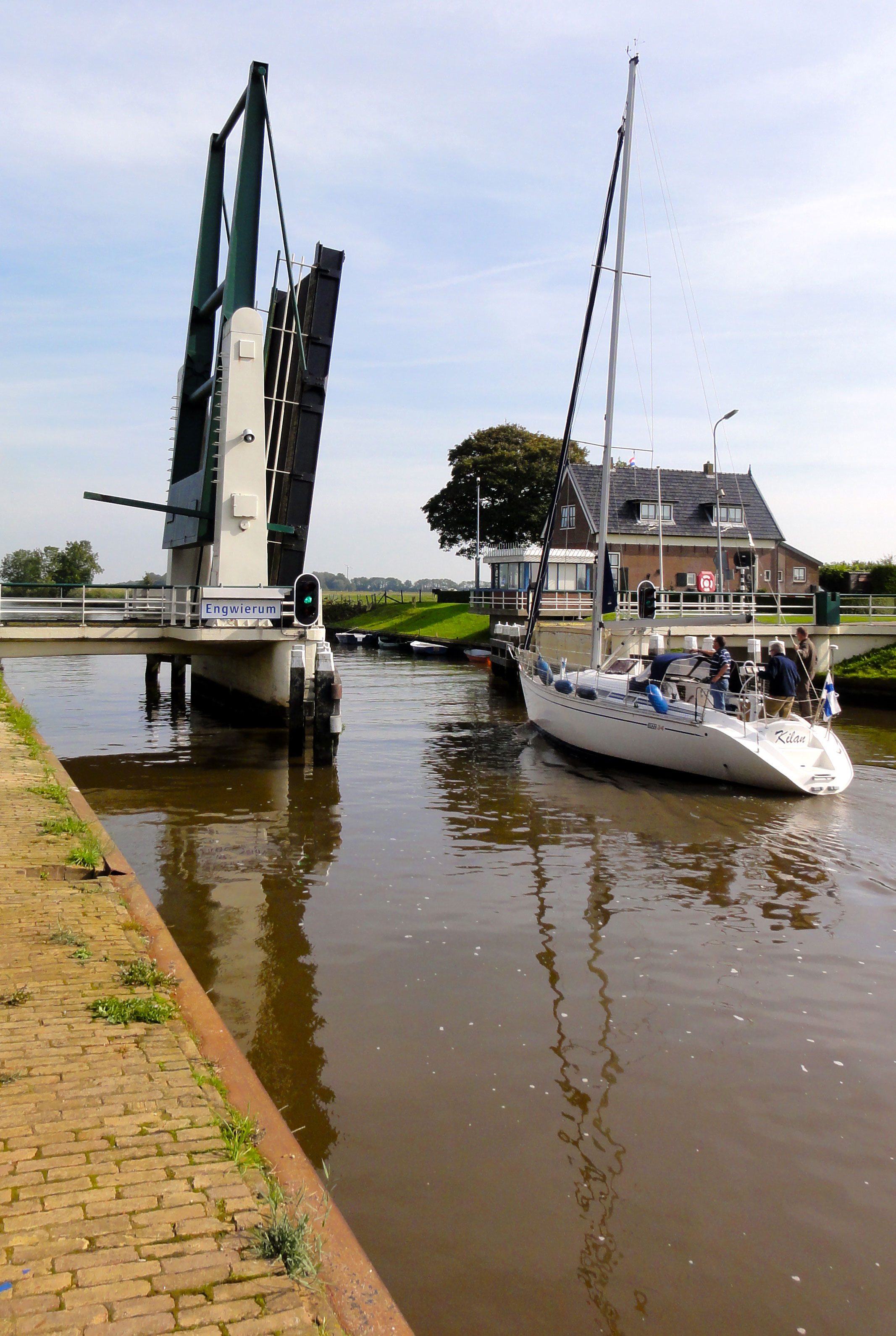
Dokkumer Grutdjip (auch: Dokkumer Grootdiep) bei Ingwierrum (2010)
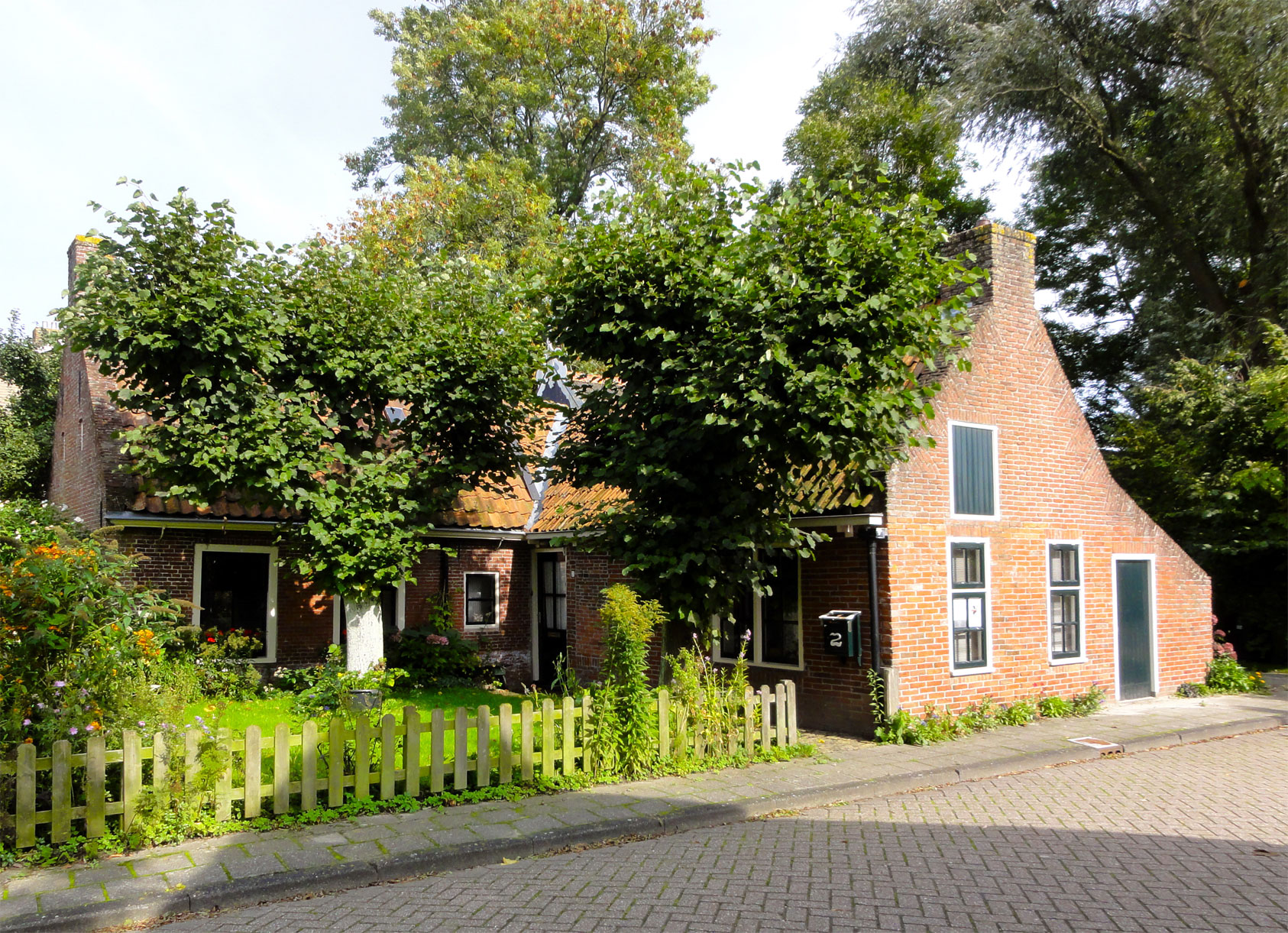
De Dobbe 2 (2010)